# Pyrowci
Pyrowci (bułg. Пъровци) – wieś w Bułgarii, w obwodzie Wielkie Tyrnowo, w gminie Wielkie Tyrnowo. W 2024 roku liczyła 22 mieszkańców.